# Mobilità sanitaria
Con la locuzione mobilità sanitaria si fa riferimento alle implicazioni economiche del diritto del cittadino ad ottenere cure, a carico del proprio sistema sanitario, anche in un luogo diverso da quello di residenza o di affiliazione.
In particolare, si intende il flusso di fondi che segue un assistito dall'ente di affiliazione all'ente che eroga la prestazione sanitaria.
Sul piano amministrativo e burocratico si possono definire, dal punto di vista di un ente competente o affiliante:
- "mobilità attiva": il flusso di fondi in entrata per la compensazione di prestazioni erogate sul territorio di competenza ad assistiti di altro ente, in virtù di leggi o trattati.
- "mobilità passiva": il flusso di fondi in uscita per la compensazione di prestazioni erogate a propri assistiti al di fuori dal territorio di competenza, in virtù di leggi o trattati.

L'osservazione ed il monitoraggio della mobilita sanitaria assume un ruolo primario nella programmazione sanitaria di ogni regione.

## Mobilità sanitaria interaziendale
Per  mobilità sanitaria interaziendale si intende quel flusso di denaro che viene corrisposto ad una azienda sanitaria locale, a fronte di una prestazione sanitaria erogata ad un utente affiliato ad un'altra azienda, nel quadro della libera scelta dell'erogatore sul territorio nazionale.

## Mobilità sanitaria interregionale
Per  mobilità sanitaria interregionale si intende il meccanismo di compensazione della mobilità sanitaria tra regioni e province autonome.
Le prestazioni che rientrano nel meccanismo di compensazione della mobilità sanitaria interregionale si dividono in:
- attività di ricovero (flusso A)
- assegnazione di medico di medicina generale o pediatra di libera scelta (flusso B)
- specialistica ambulatoriale (flusso C)
- farmaceutica (flusso D)
- cure termali (flusso E)
- somministrazione diretta di farmaci (flusso F)
- trasporto con ambulanza ed elisoccorso (flusso G)

## Mobilità sanitaria internazionale
Per  mobilità sanitaria internazionale si intendono i meccanismi di compensazione retti dalla normativa sulla libera circolazione e la sicurezza sociale nell'ambito dell'Unione europea, dello spazio economico europeo e della Svizzera, oppure da specifici trattati.